# Rudolf Pallmann
Karl Rudolf Pallmann (* 22. Januar 1904 in Röderau; † 24. August 1979 in Düsseldorf) war ein Führer der Feldgendarmerieabteilung 683 und verurteilter Kriegsverbrecher.

## Leben
Rudolf Pallmann war Sohn eines Landwirts. Nach dem Besuch der Volksschule erlernte er das Schreinerhandwerk, das er 1921 mit der Gesellenprüfung abschloss. Im März 1924 trat er in den Dienst der sächsischen Polizei ein. Zunächst besuchte er die Polizeischule, anschließend schickte man ihn zur Bereitschaftspolizei. Zum 1. Mai 1937 trat er der NSDAP bei (Mitgliedsnummer 5.336.438). Seit 1938 gehörte er der Gendarmerie in Oschatz an.

## Einsatz in der Wehrmacht
Mit Beginn des Zweiten Weltkrieges wurde Pallmann zur Wehrmacht eingezogen und einem Gendarmerietrupp zugeteilt. Seit 1940 gehörte er der Feldgendarmerieabteilung (FGA) 683 an. Zunächst nahm Pallmann am Frankreichfeldzug teil, anschließend war er im griechischen Larisa stationiert. Seit Ende November 1941 befand er sich in Feodosia auf der Krim. Nach der Landung sowjetischer Truppen am 5. Februar 1942 musste sich die Feldkommandantur (FK) unter schweren Verlusten nach Simferopol zurückziehen. Seit Februar 1942 hatten Pallmann und seine Männer ihr Quartier in Eupatoria. Bereits unter seinem Vorgänger Kroloff hatte Pallmann in Berislaw an Massenerschießungen von Juden teilgenommen. Nachdem jener bei den Kämpfen um Feodosia gefallen war, übernahm Pallmann dessen Funktion. Am 6. Februar 1942 ordnete Pallmann in Otar-Majnak die Erschießung von zwei Frauen an, die als „äußerst verdächtig bezeichnet“ worden waren. Der von Pallmann unterschriebene Bericht für die Zeit vom 19. bis 27. April 1942 belegt, dass hierfür der bloße Verdacht oder eine Denunziation genügten. „Wegen Verdacht der Partisanentätigkeit und wegen unberechtigter Führung der Waffe“ habe man einen Mann aus dem Dorfe Tischi „bestimmungsgemäß behandelt“. Im Juli 1942 tötete Pallmann, ohne weitere Untersuchungen durchgeführt zu haben, eigenhändig eine von Einwohnern des Dorfes Donuslaw als Kommunistin beschuldigte Frau und ihr Kind. Immer wieder waren Pallmann und seine Männer daher auch im Bereich der Judenvernichtung aktiv. Bereits im Juli 1941 hatten sie in Belzy wegen „unerträglicher hygienischer Verhältnisse“ Juden aus einem Konzentrationslager abtransportiert und liquidiert. Am 5. Dezember 1941 nahmen sie in Feodosia an einer „Judenaktionen“ teil, bei der mehrere hundert Menschen in Gaswagen getötet wurden.
Mit der Auflösung der FK 810 wurde Pallmann einer Ortskommandantur im nördlichen Russland zugeteilt. Im Jahre 1944 an die Westfront in Frankreich versetzt, geriet er dort in amerikanische Gefangenschaft.

## Nachkriegszeit
Nach seiner Entlassung im Mai 1946 arbeitete er zunächst als Lagerpolizist in Munsterlager, später als Angehöriger der britischen Berufsfeuerwehr in Celle. Im Jahre 1952 wurde er mit dem Dienstgrad eines Polizeiwachtmeisters in den Polizeidienst des Landes Nordrhein-Westfalen übernommen. Seit 1953 lebte er in Angermund bei Düsseldorf, wo er den dortigen Polizeiposten führte. Im Jahre 1962 leitete der Generalstaatsanwalt beim Oberlandesgericht Hamm ein Ermittlungsverfahren gegen Pallmann ein, in dessen Folge er im April 1963 vom Dienst suspendiert wurde.

### Anklage und Verurteilung
Im Dezember 1963 setzte die Staatsanwaltschaft einen Haftbefehl durch. Per Beschluss vom 14. Juni 1966 wurde Pallmann aus der Untersuchungshaft entlassen, nachdem sein Vorgesetzter, der Oberkreisdirektor von Düsseldorf-Mettmann, eine persönliche Bürgschaft übernommen und eine namhafte Großbank eine stattliche Kaution für ihn hinterlegt hatte. Am 21. August 1969 verurteilte das Landgericht Düsseldorf Pallmann wegen gemeinschaftlichen Mordes in sechs Fallen an insgesamt 109 Menschen zu sechsmal lebenslangem Zuchthaus. Besonders die Erschießung von Kindern lastete das Gericht Pallmann an. Gerade in diesen Aktionen habe sich dieser „in nichts von dem unbändigen Haß der nationalsozialistischen Machthaber gegenüber dem Judentum, dem Kommunismus und allen sonstigen Gegnern des Nationalsozialismus“ unterschieden.
Nachdem der Bundesgerichtshof den Revisionsantrag Pallmanns verworfen hatte, wurde das Urteil am 9. Juni 1971 rechtskräftig. Er verbüßte seine Haft in der Justizvollzugsanstalt Münster. 1977 erlitt Pallmann einen Schlaganfall. Er wurde in das Krankenrevier verlegt und für den normalen Vollzug als haftunfähig erklärt, nachdem der Oberkreisdirektor von Düsseldorf-Mettmann wiederholt eine Strafunterbrechung bzw. eine Umwandlung in eine zeitlich begrenzte Freiheitsstrafe gefordert hatte. Am 3. Februar 1978 gewährte Ministerpräsident Heinz Kühn im Gnadenwege die Verlängerung der Strafunterbrechung um ein weiteres Jahr. Im Jahre 1979 starb Pallmann.